# کوه اویاما (کاناگاوا)
۳۵°۲۶′۲۷″ شمالی ۱۳۹°۱۳′۵۲″ شرقی / ۳۵٫۴۴۰۸۳°شمالی ۱۳۹٫۲۳۱۱۱°شرقی
اویاما ( Oyama، 大山) در استان کاناگاوا (神奈川県) قرار دارد. ارتفاع این کوه ۱۲۵۲ متر است. این کوه جزء سلسله کوه‌های سلسله کوه‌های تانزاوا (丹沢主脈) محسوب می‌شود.

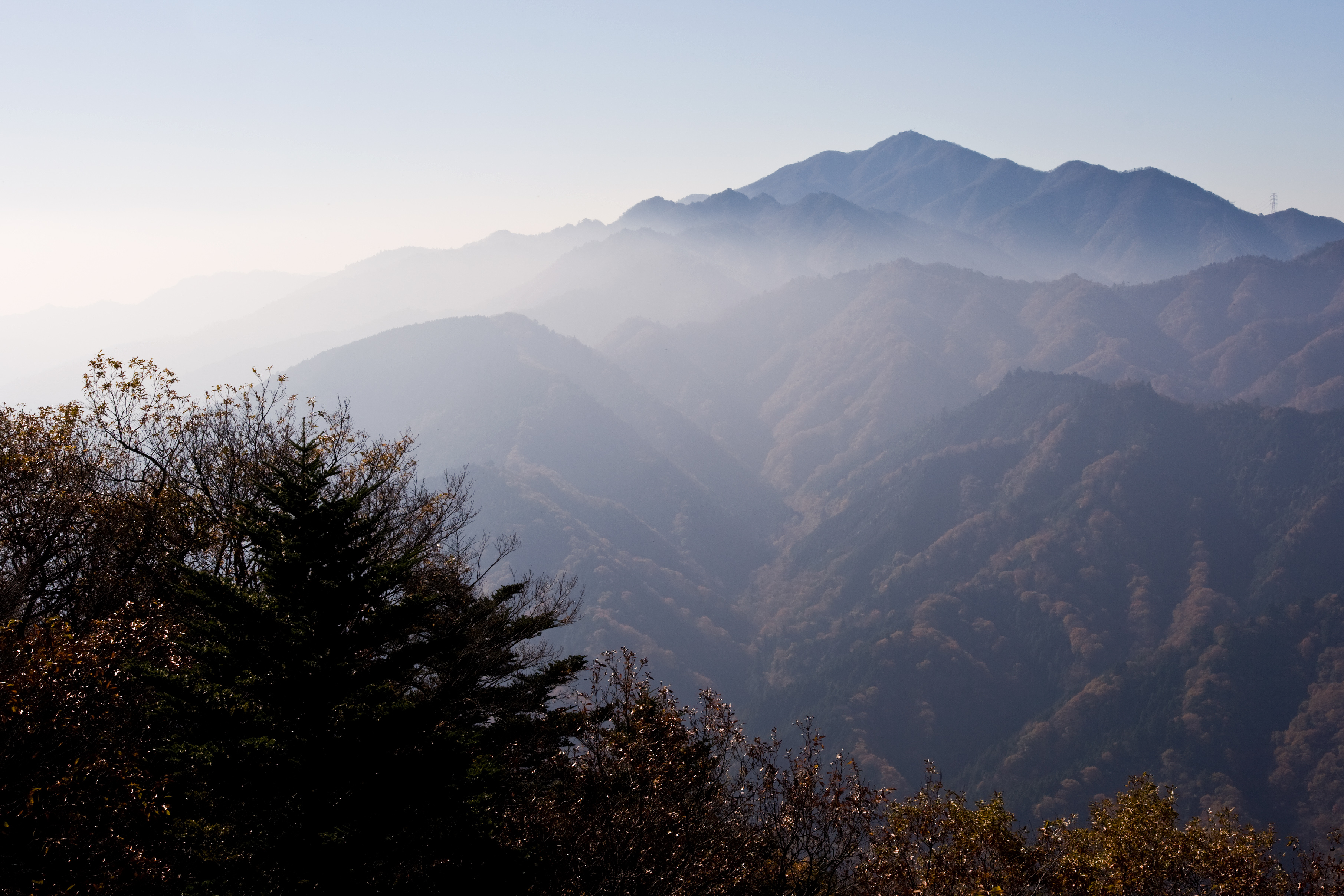
کوه اویاما در استان کاناگاوا (大山).

## نگارخانه

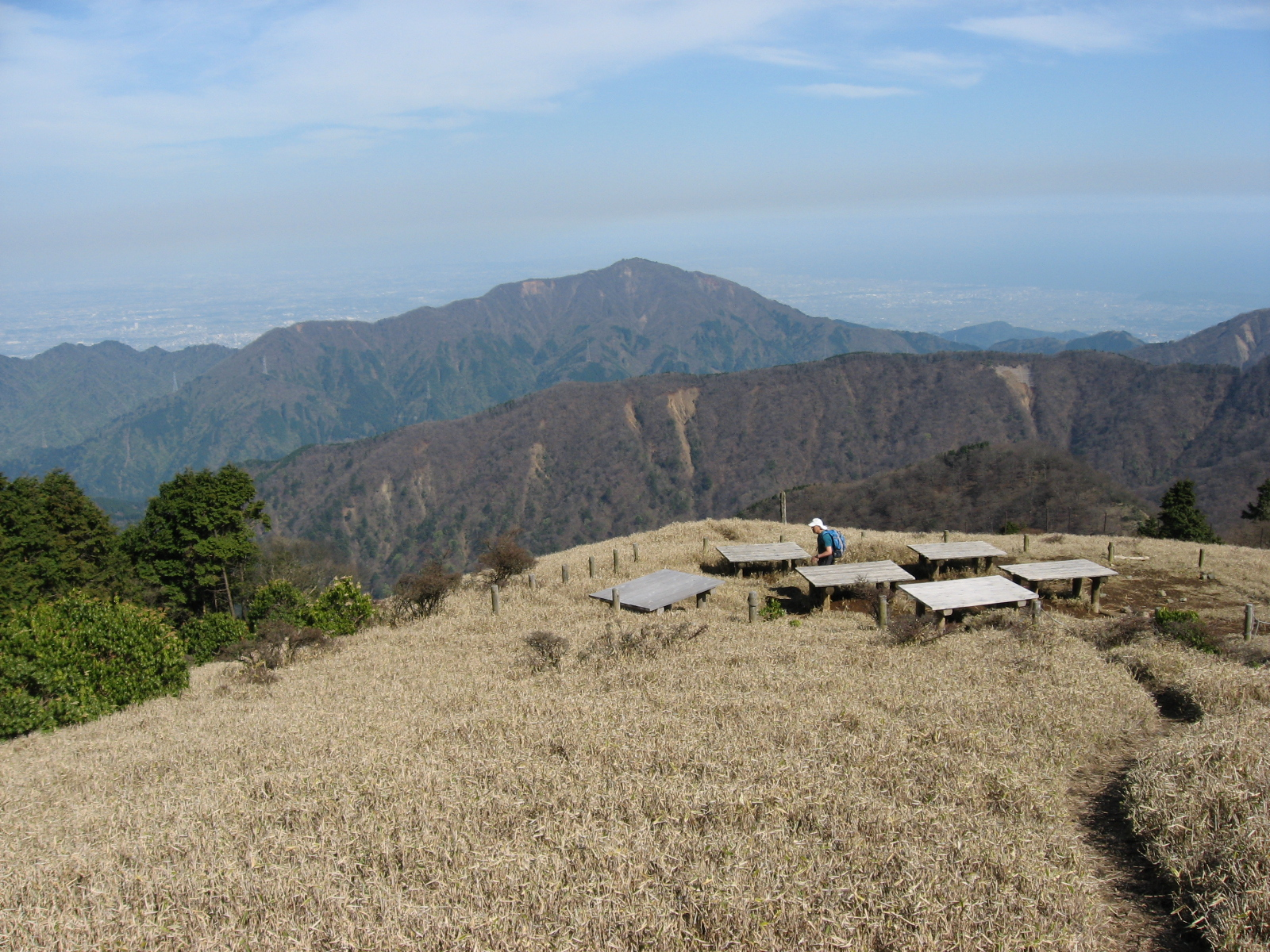
کوه اویاما (大山). برای بهتر دیدن عکس بر روی آن کلیک کنید.